# Martin Müller (piłkarz)
Martin Müller (ur. 6 listopada 1970) – czeski piłkarz występujący na pozycji obrońcy.

## Kariera piłkarska
Od 1993 do 2010 roku występował w Union Cheb, Drnovice, Slavia Praga, Chmel Blšany, Vissel Kobe, Viktoria Pilzno i Příbram.